# Thomas Ralph Merton
Thomas Ralph Merton KBE, FRS (Wimbledon, 12 de janeiro de 1888 — 10 de outubro de 1969) foi um físico, inventor e colecionador inglês.